# Міфічна істота

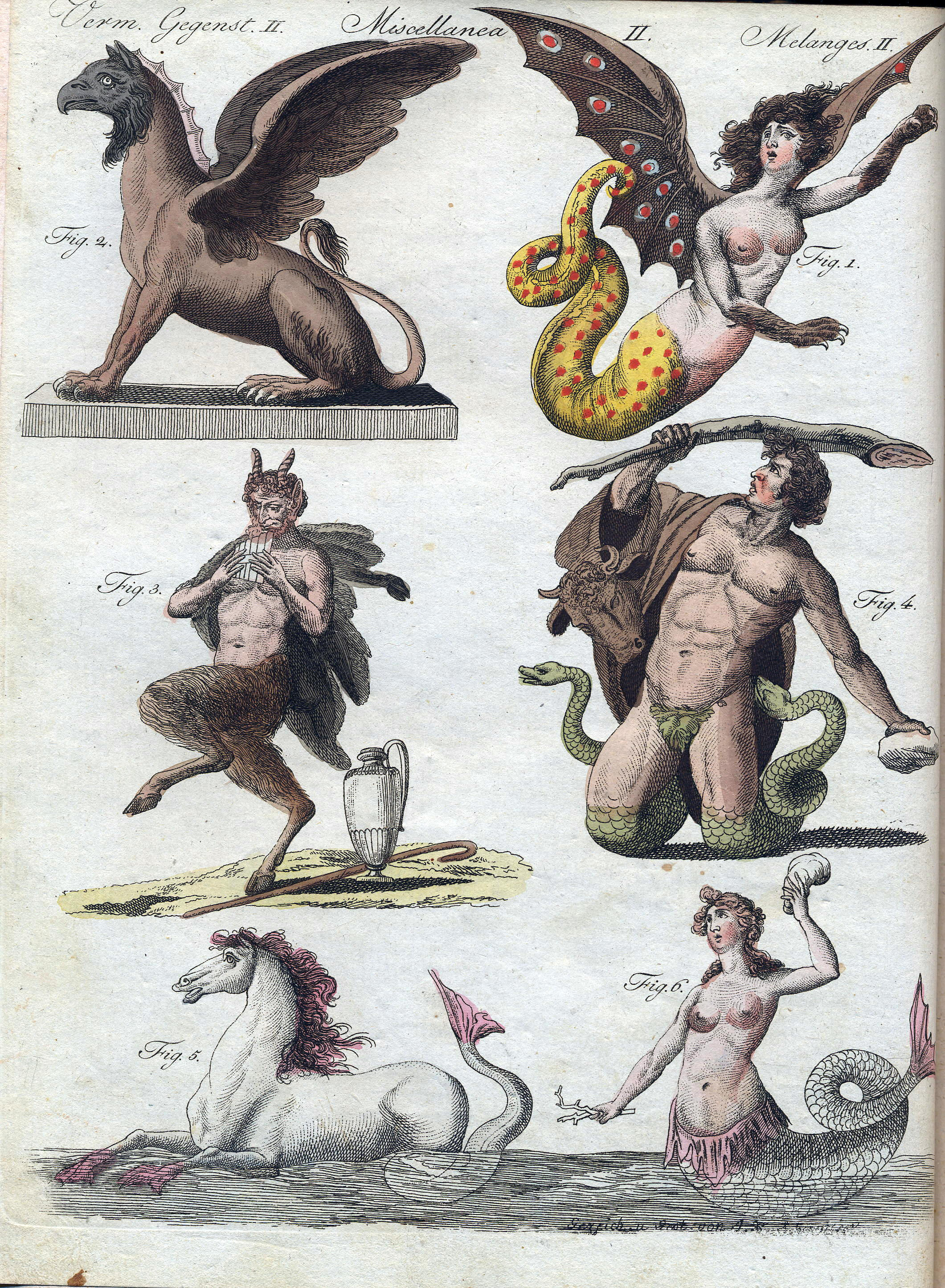
Міфічні істоти в книзі Bilderbuch für Kinder («Книжка з малюнками для дітей») Фрідріха Бертуха (1790—1830).
Лівий ряд (згори донизу): грифон, сатир, гіпокамп.
Правий ряд (згори донизу): гарпія, гігант, морська діва.

Міфі́чна або легенда́рна істо́та, також казко́ва істо́та або казко́вий звір — надприродна тварина / рослина, нерідко гібрид, іноді антропоморфна (наприклад, сирени), існування якої не доведено або не можна довести, і описана як у міфологічних чи фольклорних джерелах, так і в деяких історичних документах аж до сучасної доби.
У період Античності чудовиська, такі як циклоп і мінотавр, фігурують у героїчних епосах, де головний герой має знищити цих тварин. Інших істот, таких як єдинороги, згадували в працях з природознавства різні вчені давнини. Свідчення про низку легендарних істот походять із традиційної міфології, а описаних вигаданих істот, наприклад, драконів, грифонів та єдинорогів, тривалий час вважали такими, що реально існують. Інші уявлення ґрунтувалися на зустрічах з реальними, але побаченими вперше тваринами, описи яких були спотворені, такі як баранець — ягня, що «виростає зі стебла рослини».

## Істоти
Багато міфічних тварин фігурують у літературі та мистецтві Античної епохи. Наприклад, у сюжеті «Одіссеї» важливу роль відіграють такі істоти як циклоп, Скілла та Харібда, яким протистоять герою Одіссею. В інших міфах Горгону Медузу перемагає Персей, Мінотавра — Тесей, а Гідра гине від рук Геракла в ході виконання одного з його подвигів, Еней бореться з гарпіями. Таким чином, основна роль цих монстрів у сюжеті — підкреслювати велич головних героїв.
Нерідко істоти, що мають подібну зовнішність та особливості фігурують у міфології абсолютно різних культур та народів. Так, наприклад, кентаври, химери, тритони та пегаси зустрічаються і в міфології індійців. Сфінкси також з'являються як крилаті леви в індійському мистецтві, а птах паяса — в міфології індіанців Північної Америки.
У середньовічному мистецтві тварини, як реальні, так і міфічні, відігравали значну роль. Їх включали в декоративні форми середньовічних прикрас, іноді з хитромудрим переплетенням кінцівок. Іноді зображення тварин використовували для надання об'єктам гумористичного сенсу чи, навпаки, величі. У християнському мистецтві тварини мали символічне значення, наприклад, ягня символізувало Христа, голуб — Святого Духа, класичний грифон — хранителя мертвих. Середньовічні бестіарії включали описи та зображення різних тварин незалежно від доведеності їхнього існування; василіск уособлював диявола, а мантикора символізувала спокусу.

## Алегорична функція

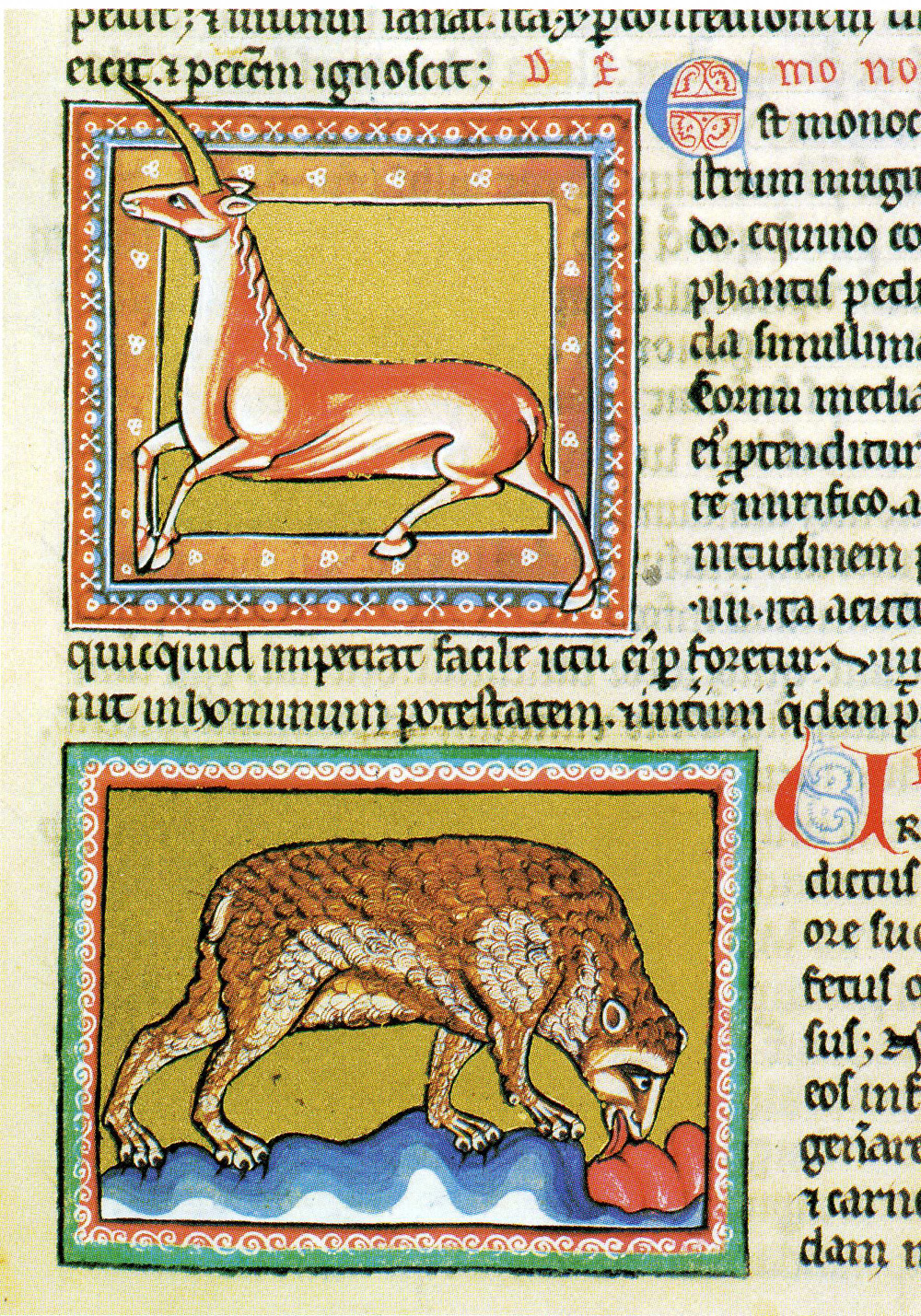
Середньовічні бестіарії описували міфічних тварин разом зі справжніми: вгорі — єдиноріг, внизу — ведмідь.

Однією з функцій міфічних тварин у Середньовіччі була алегорія. Єдинорогів, наприклад, описували як надзвичайно швидких та невловимих за допомогою традиційних методів полювання тварин. Вважалося, що єдиний спосіб упіймати цього звіра — це привести до його житла діву. Єдиноріг мав «застрибнути до неї на коліна і заснути», після чого мисливець міг нарешті зловити його. З погляду символіки, єдиноріг був метафорою Христа. Єдинороги уособлювали ідею невинності та чистоти. У Біблії короля Якова в Псалмі 92:10 сказано: «Підстав мій ріг, як ріг єдинорога». Перекладачі короля Якова помилково переклали єврейське слово «re'em» як «єдиноріг». У пізніших версіях цей термін перекладено як «дикий бик». Маленький розмір єдинорога означає упокорення Христа.
Ще одна поширена легендарна істота, яка виконувала алегоричні функції у Середньовіччі — дракон. Драконів ототожнювали зі зміями, хоча їхні атрибути були значно модифіковані. Передбачалося, що дракон був набагато більшим від усіх інших тварин. Вважалося, що дракон не мав отрути, але й без неї міг убити все живе, до чого торкався. Біблійні писання описують дракона як слугу диявола, а образ дракона використовували для позначення гріха загалом. Вважалося, що дракони мешкали в таких місцях, як Ефіопія та Індія. Ці висновки ґрунтувалися, очевидно, на висновках про постійний теплий клімат цих областей.

Фізіологічні особливості не були в центрі уваги художників, які зображували міфічних тварин, а середньовічні бестіарії не вважалися працями з біологічної систематики. Такі істоти, як єдиноріг і грифон, не потрапляли до окремого «міфологічного» розділу середньовічних бестіаріїв, оскільки саме символізм, а не достовірність, мав першорядне значення. При зображанні та описі тварин, існування яких наразі підтверджено, також застосовувався фантастичний підхід. Ймовірно, релігійне та моральне значення цих тварин було значно важливішим, ніж правдоподібність. Письменниця, дослідник ролі міфічних істот у середньовічному мистецтві Нона К. Флорес зазначає: 
|  | На десяте століття художники все більше були пов'язані алегоричною інтерпретацією і відмовилися від натуралістичних зображень". Оригінальний текст (англ.) By the tenth century, however, artists were increasingly bound by the allegorical interpretation of the text and tended to abandon such naturalistic depictions. |